# Казімерово (Великопольське воєводство)
Казімерово (пол. Kazimierowo) — село в Польщі, у гміні Вежбінек Конінського повіту Великопольського воєводства.
Населення — 56 осіб (2011).
У 1975-1998 роках село належало до Конінського воєводства.

## Демографія
Демографічна структура станом на 31 березня 2011 року:
|          | Загалом | Допрацездатний вік | Працездатний вік | Постпрацездатний вік |
| -------- | ------- | ------------------ | ---------------- | -------------------- |
| Чоловіки | 32      | 10                 | 19               | 3                    |
| Жінки    | 24      | 4                  | 17               | 3                    |
| Разом    | 56      | 14                 | 36               | 6                    |